# Loire 130
El Loire 130 fue un hidrocanoa monoplano monomotor catapultable diseñado y construido por la firma Loire Aviation para la Marine Nationale, y utilizado en diversos cometidos de comunicaciones, reconocimiento y enlace tanto embarcado como desde bases terrestres. Estuvieron en servicio con la Aéronavale a comienzos de la II Guerra Mundial, y más tarde con la Fuerza Aérea de la Francia de Vichy y las Fuerzas Aéreas Francesas Libres (FAFL). El último ejemplar utilizado por la Aviation navale fue retirado en Indochina hacia 1951.